# La mansió de les ombres allargades
La mansió de les ombres allargades (títol original: House of the Long Shadows), és una pel·lícula de terror britànica dirigida per Pete Walker el 1983. Ha estat doblada al català.

## Argument
Un escriptor americà fa una aposta amb un amic i ha d'escriure una novel·la en 24 hores en una mansió al país de Gal·les. No obstant això, un cop en el lloc, s'adona que la casa no és tan deshabitada com sembla.

## Repartiment
- Vincent Price: Lionel Grisbane
- Christopher Lee: Corrigan
- Peter Cushing: Sebastian Grisbane
- Desi Arnaz Jr: Kenneth Magee
- John Carradine: Lord Grisbane
- Julie Peasgood: Mary Norton
- Sheila Keith: Victoria Grisbane
- Richard Todd: Sam Alyson
- Louise Enlish: Diane
- Richard Hunter: Andrew

## Al voltant de la pel·lícula
- Aquesta pel·lícula és l'última col·laboració entre Christopher Lee i Peter Cushing, una col·laboració començada l'any 1948 amb Hamlet. Junts, han rodat 21 pel·lícules entre 1948 i 1983.[3]
- Aquesta obra és també l'última pel·lícula de Pete Walker.
- Adaptada de l'obra literària "Seven Keys to Baldpate" d'Earl Derr Biggers.